# Papierfabrik in Konstancin-Jeziorna

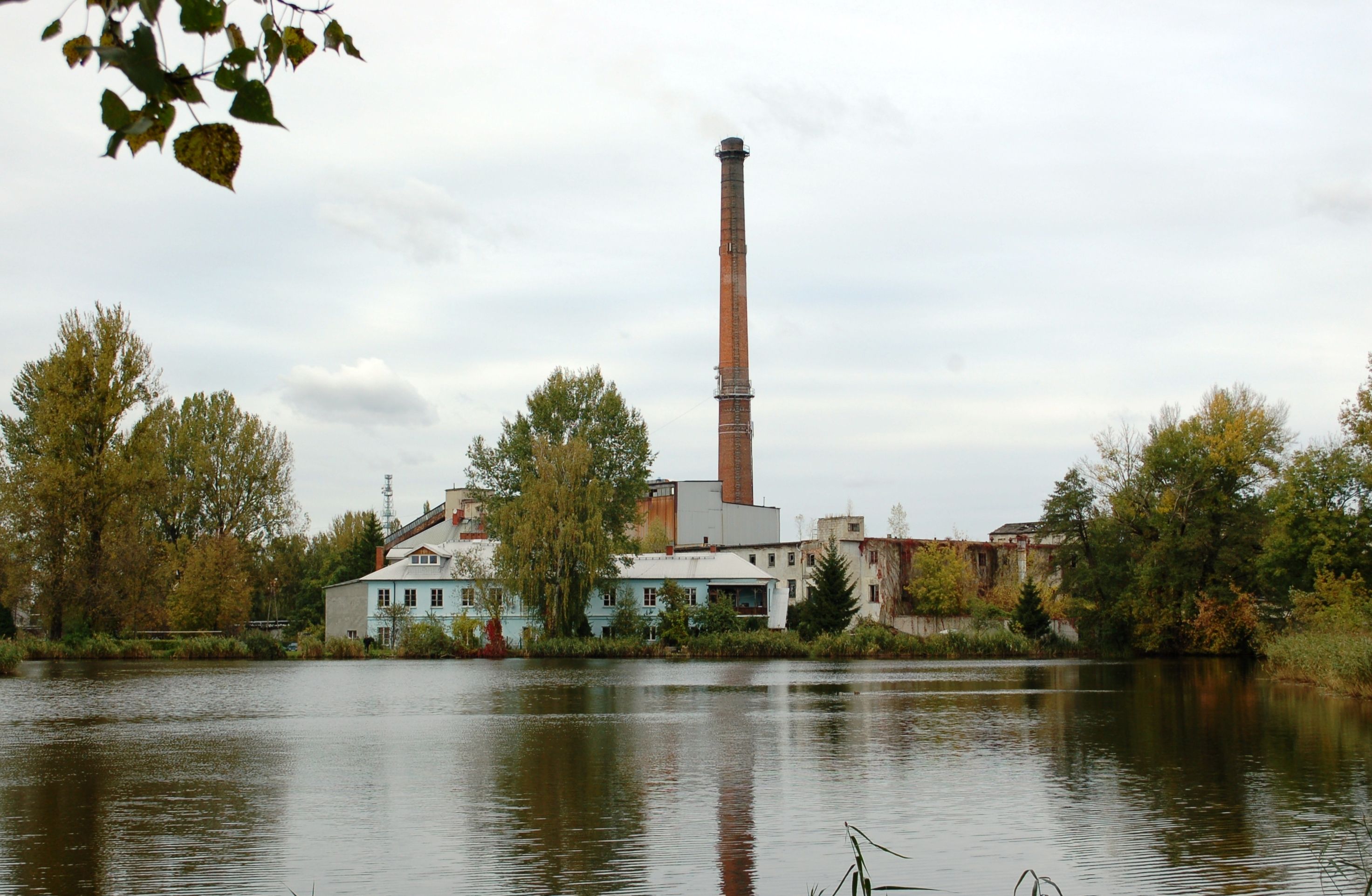
Die Fabrik von Süden aus gesehen

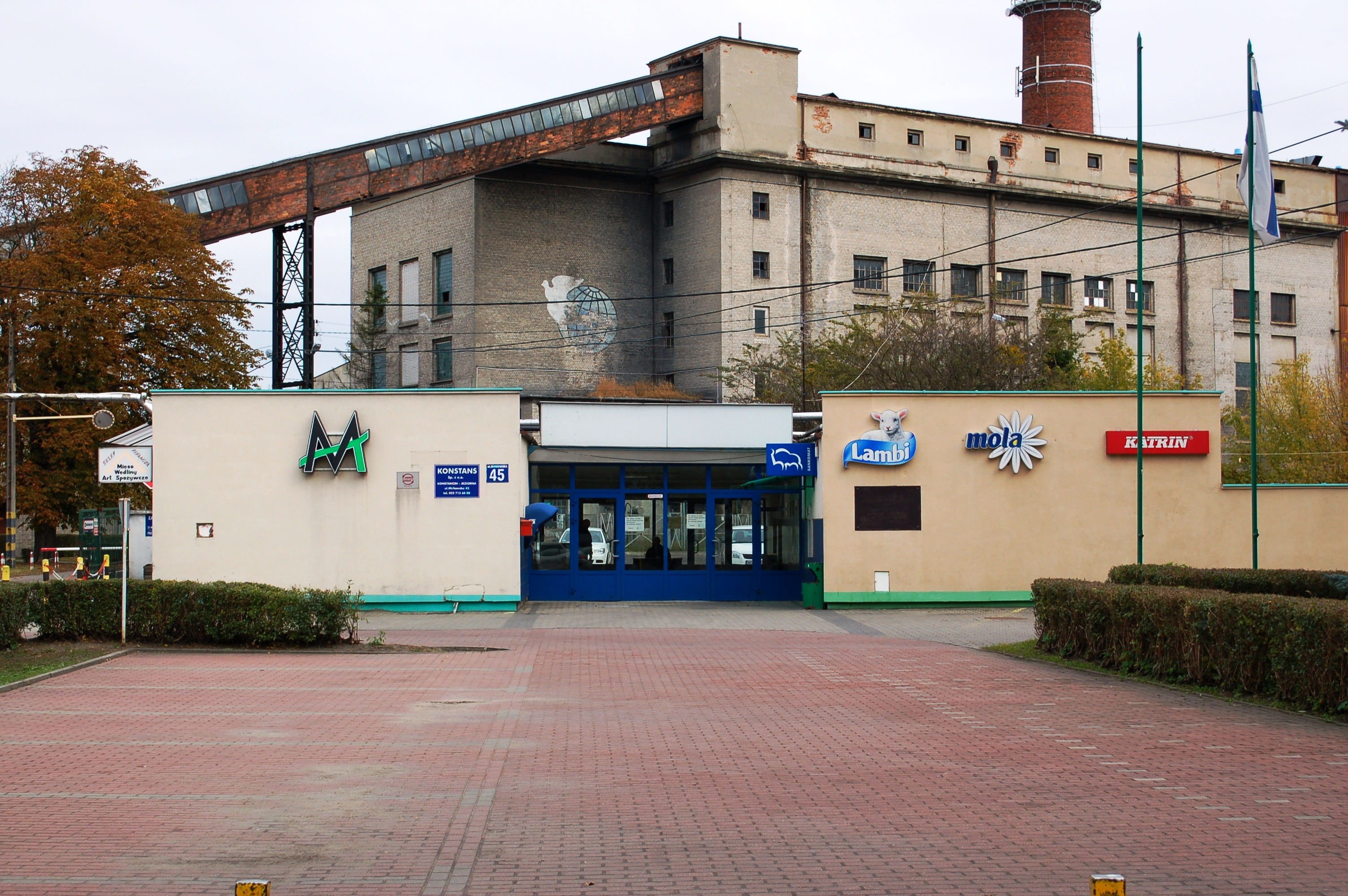
Haupteingang zur Konstans Sp.z o.o.

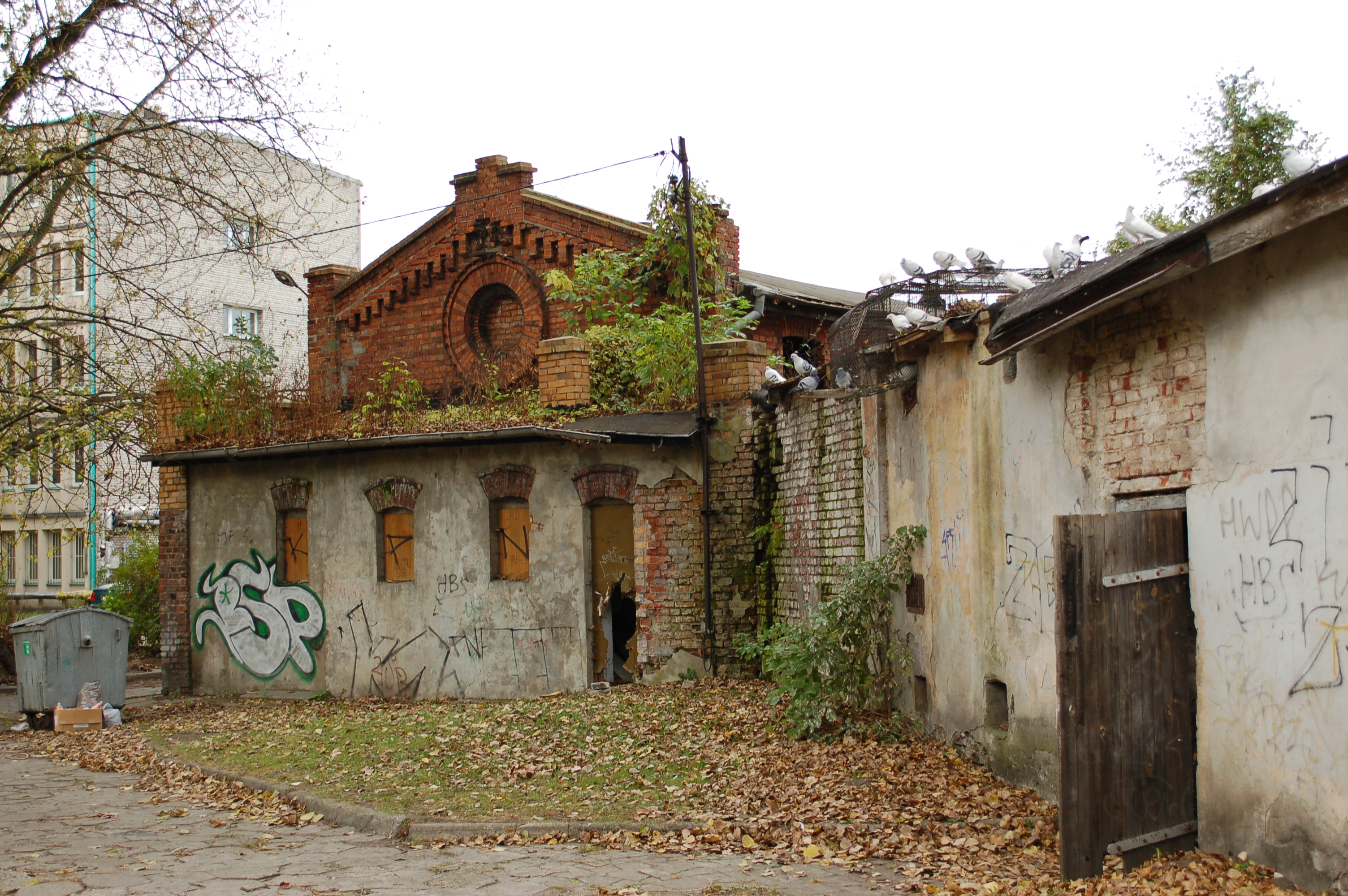
Verwahrloste historische Gebäudesubstanz

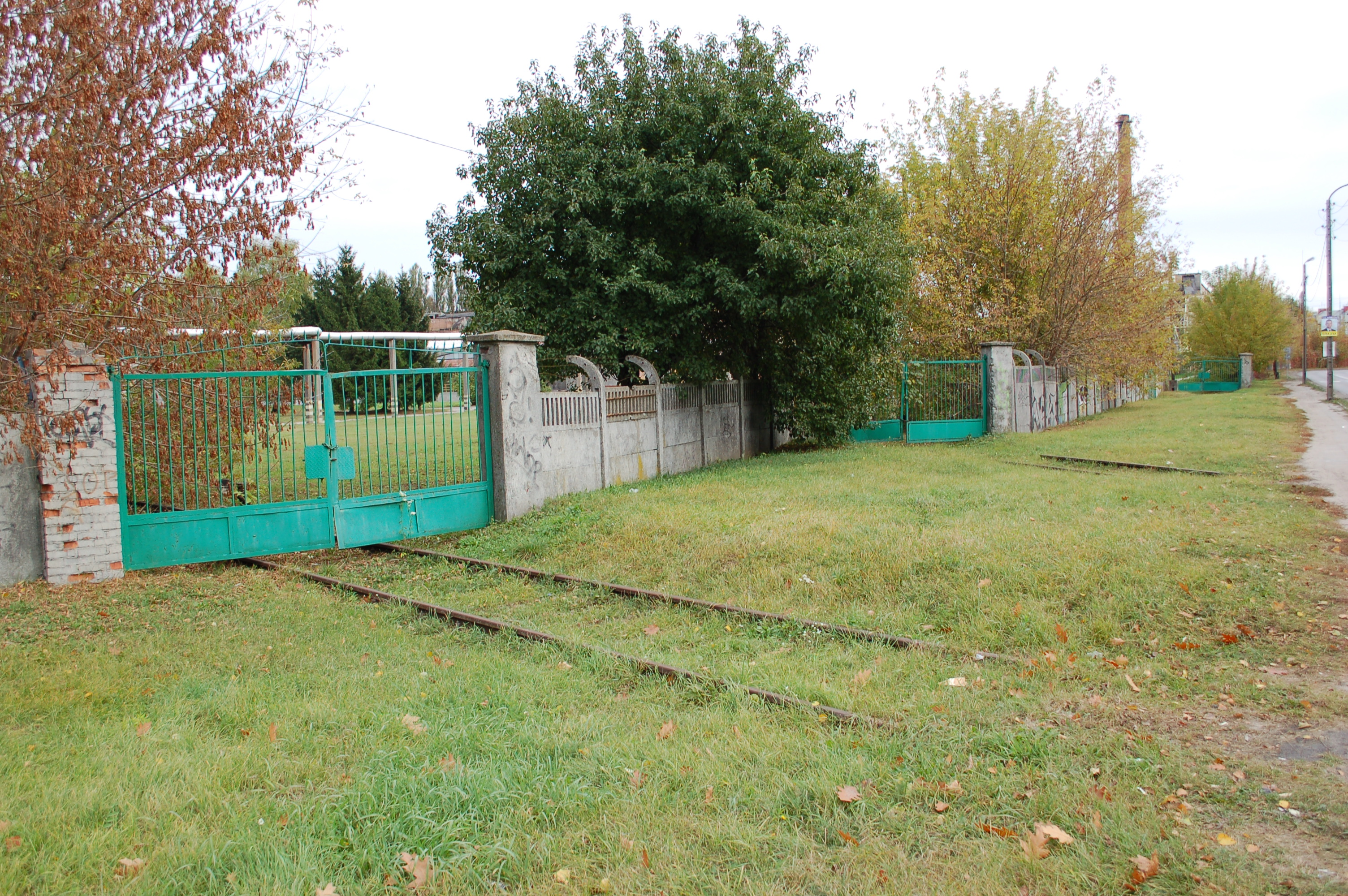
Stillgelegter Eisenbahnanschluss

Die Papierfabrik in Konstancin-Jeziorna (auch: Warszawskie Zakłady Papiernicze) war die größte Papierfabrik Polens und gehörte in den 1980er Jahren zu den größten Anlagen der Art in Europa. Nach ihrer Privatisierung in den 1990er Jahren verlor die in der Stadt Konstancin-Jeziorna gelegene Fabrik an Bedeutung. Der im Jahr 2011 noch rund 200 Personen beschäftigende Papierhersteller stellte 2012 die Produktion ein.  

## Geographische Lage
Die Fabrik liegt am Ostrand der Stadt im ehemaligen Jeziorna. Sie bedeckt eine Fläche von rund 70 Hektar. Ein Kanal, der 1.000 Meter westlich von der dann nordwärts zur Weichsel fließenden Jeziorka abzweigt, versorgt die Fabrik mit den zur Papierherstellung benötigten Wassermengen. Die Anlage ist über die Ulica Mirkowska oder die Aleja Wojska Polskiego erreichbar. Die Adresse lautet Mirkowska 45. Etwa 100 Meter westlich des Fabrikeinganges befindet sich die Josef-Kirche der katholischen Gemeinde des Stadtteils (polnisch: Kościół Świętego Józefa Oblubieńca Najświętszej Maryi Panny w Jeziornie Fabrycznej-Mirkowie).

## Geschichte
In Jeziorna wurde in einer Mühle bereits seit 1760 Papier hergestellt. Eine modernere Fabrik entstand in den 1830er Jahren. Da diese Fabrik – heute das Einkaufszentrum Stara Papiernia – schon bald nicht mehr erweitert werden konnte, wurde rund 1000 Meter ostwärts mit der Anlage größerer Gebäude begonnen. Die neue Fabrik wurde von nun an als „Dolna Papiernia“ (Untere Papierfabrik), die alte als „Górna Papiernia“ (Obere Papierfabrik) bezeichnet.
Von der bisherigen Eigentümer-Familie Roesler übernahm 1869 die Papierfabrik Mirków (Towarzystwo Akcyjne Mirkowskiej Fabryki Papieru) beide Anlagen. Hauptgesellschafter dieser Firma waren Edward Natanson und der Bankier Leopold Stanisław Kronenberg. Nach Übernahme der Konstanciner Anlagen wurde die namensgebende Fabrik in der Ortschaft Mirków geschlossen und deren Maschinen nach Konstancin verbracht. In Folge wurde die „Dolna Papiernia“ von der Bevölkerung deshalb als „Mirków“-Fabrik bezeichnet. Dieser Name wurde auch als Bezeichnung für den Ortsteil sowie die Zubringerstraße verwendet. 
Um die Wende zum 20. Jahrhundert wurde die „Dolna Papiernia“ dank ständiger Erweiterungen zur größten Papierfabrik Polens. Die alte Fabrik verlor ihre Bedeutung und wurde nur noch als Speicher- und zur Vorbehandlung von Lumpen für die Zellstoffproduktion verwendet.
Im Jahr 1939 beschäftigte die Fabrik 1.200 Arbeiter, der Jahresausstoß an Papiererzeugnissen und Zellulose betrug rund 13.000 Tonnen. Im Sommer vor Kriegsausbruch kam es zu erheblichen Investitionen in Modernisierungen. 
Nach dem Krieg wurde das Werk zu den Warszawskie Zakłady Papiernicze (deutsch: Warschauer Papierfabriken) umfirmiert. Die „WZP“ gehörte zu den bedeutendsten Papierfabriken in der Volksrepublik Polen. In den 1960er Jahren wurde eine biologische Kläranlage am Ende des alten Arbeitskanals eingerichtet. In den späten 1980er Jahren beschäftigte die Fabrik 2.000 Arbeiter, die jährliche Produktion belief sich auf 75.000 Tonnen. Im Jahr der Feier des 225. Jahrestages ihres Bestehens (1985) war die Anlage die größte Papierfabrik Europas. In den 1990er Jahren wurde die Firma Bestandteil eines geschlossenen Nationalen Investitionsfonds (NFI).

## 21. Jahrhundert
Im Januar 1998 übernahm der finnische Papierkonzern Metsä Tissue die Warszawskich Zakładów Papierniczych. Die Fabrik in Konstancin firmierte seitdem als Konstans Sp.z o.o. und produzierte vorwiegend Tissue-Papiere. Hier hergestellte Produkte wurden unter den Marken Lambi, Mola und Katrin vertrieben. Vom Unternehmen wurde seit 1995 auch ein kleines Museum zur Papierherstellung (Muzeum Papiernictwa) betrieben.
Im Jahr 2010 gab der finnische Konzern die Schließung der Fabrik bekannt, die 2012 erfolgte. Etwa 200 noch beschäftigte Arbeitnehmer waren betroffen. Für das Firmengelände interessieren sich Immobilienentwickler.